# Lepidophyma occulor
Lepidophyma occulor är en ödleart som beskrevs av Smith 1942. Lepidophyma occulor ingår i släktet Lepidophyma och familjen nattödlor. IUCN kategoriserar arten globalt som livskraftig. Inga underarter finns listade i Catalogue of Life.
Arten förekommer i låga bergstrakter i delstaterna Querétaro och San Luis Potosí i Mexiko. Utbredningsområdet ligger 900 till 1400 meter över havet. Habitatet utgörs av buskskogar. Lepidophyma occulor besöker även odlingsmark och människans samhällen. Honor lägger inga ägg utan föder levande ungar.